# Edyma significans
Edyma significans är en fjärilsart som beskrevs av Walker 1858. Edyma significans ingår i släktet Edyma och familjen nattflyn. Inga underarter finns listade i Catalogue of Life.